# ديه سميث
ديه سميث هو لاعب هوكي الجليد كندي، ولد في 22 فبراير 1914 في أوتاوا في كندا، وتوفي في 26 سبتمبر 1981.

## وصلات خارجية
- ديه سميث على موقع دوري الهوكي الوطني (الإنجليزية)
- ديه سميث على موقع EliteProspects.com (الإنجليزية)
- ديه سميث على موقع HockeyDB.com (الإنجليزية)
- ديه سميث على موقع Hockey-Reference.com (الإنجليزية)